# مطلق دخيل
مطلق دخيل العويس ويشتهر باسمه الفني مطلق دخيل (من مواليد 17 سبتمبر 1936، محافظة الأحساء) هُو مُغن ومُلحن وفنان شعبي سعودي. يُعد مطلق دخيل صاحب أول فرقة موسيقية في المنطقة الشرقية، وهُو كذلك أول فنان يُسجل أغنية محلية في تلفزيون الدمام. اشتهر مطلق دخيل العويس باسم مطلق دخيل كاسم للشهرة وأصبح مُلازما له طوال مسيرته الفنية ويُكنى بأبو عيسى قبل أن يُرزق بابنه الأول إبراهيم الذي أصبح فنانا هُو الآخر.

## طفولتُه وحياتُه المُبكرة
وُلد مطلق دخيل العويس يوم 17 سبتمبر سنة 1936 المُوافقة لسنة 1355 هـ في حي السياسب بمدينة المبرز في مُحافظة الأحساء شرقي المملكة العربية السعودية.

## بداياته
بدأ مطلق دخيل مساره الفني في وقت الخفية في عام 1377 هـ، حيثُ كان آنذاك يقتصر في غنائه على الجلسات الخاصة مع أصدقائه فقط، كون الغناء كان محظورا في ذلك التاريخ. وفي عام 1379 هـ، بدأ يتجمع رُفقة أصدقائه كمجموعة من الأصدقاء المُهتمين بالفن والعزف، لكن واجهتهُم مُشكلة تمثلت في عدم توفر الآلات الموسقية، لذلك عمدوا إلى تصنيع آلة العود بعد أن أخذ مطلق دخيل فكرة عن شكل العود الذي يمتلكه صاحب والده الفنان خليل الرشيد، فقامت المجموعة بتصنيعه من خشب صناديق الشاي كعود بدائي، وكذلك فعلوا مع آلة الكمان.
آنذاك، كان من يمتلك إحدى هذه الآلات الموسيقية لا يُعيره لأحد، ولكن في عام 1961 م، تغير الوضع مع زيارة الملك سعود بن عبد العزيز للمنطقة واستقباله بأفراح عمت الأحساء قاطبة، قرر بعدها العاهل السعودي السماح بالغناء وبيع الأُسطوانات والآلات الموسيقية. أراد مطلق دخيل أن يُشارك في برنامج كان يُذاع على إذاعة البحرين يُسمى سهرة مع فنان في سهرة خليجية، لذلك طلب إجازة من عمله آنذاك في الأمن العام، ولكن الضابط المسؤول حينها رفض طلبه وحاول مرارا ولكن دون جدوى، فقرر بعدها أن يتغيب عن العمل وسافر إلى البحرين وسجل في البرنامج، وعند عودته إلى العمل تعذر بالمرض كسبب للغياب، لكن لم يقبلوا عذره بعدما عرفوا بوجوده في البحرين من خلال الإذاعة، فأودع التوقيف لمدة خمسة أيام عُقوبة له.

## مساره الفني
سجل الفنان مطلق دخيل أول أسطوانة له في البحرين عام 1378 هـ (1958 م). ثُم في سنة 1380 هـ (1960 م) أسس رُفقة صديقه عبد الله العماني أول فرقة موسيقية في الأحساء بالمنطقة الشرقية، وحملت الفرقة اسم فرقة هجر الموسيقية، وتتكون الفرقة بالإضافة إلى المُؤسسَين من ستة أشخاص هُم : صالح العباد (على الكمان) ومحمد سنبل (على الناي) وسعد الصفران (على الإيقاع) وصالح العسوم (على القانون) وعبد العزيز التمار (على الرّق) تركي المروس (على الإيقاع). وقد كانت الفرقة تنشُط بشكل كبير في الحفلات الغنائية في الأندية الرياضية ومُناسبات الأفراح كالأعراس وغيرها.
وفي ذات السنة أي سنة 1380 هـ (1960 م)، سجل مطلق دخيل أول أغنية لتلفزيون أرامكو من مدينة الظهران. شارك أيضا بصفة دائمة في برامج ثقافية في تلفزيون أرامكو بالظهران، ومسرح التلفريون والبرامج الثقافية في تلفزيون الدمام، وأعد ألحاناً للأطفال خاصة للتلفزيون السعودي. كما قدم أول أغنية مُصورة في تلفزيون الدمام بعنوان تاه الود، والتي سجلها في لبنان عام 1390 هـ (1970 م).
في عام 1392 هـ (1972 م)، قدّم أُغنية وطنية تحمل اسم أن كنت مسافر ياخيّ لا يفوتك مشروع الرّي، وهي من كلمات الشاعر محمد بن سعد الجنوبي، وذلك بمُناسبة زيارة الملك فيصل بن عبد العزيز آل سعود للأحساء، وافتتاح مشروع الرّي والصرف فيها، ودلك يوم الأربعاء 13 شوال 1391 هـ المُوافق ليوم 1 ديسمبر 1971. هذه الأغنية مُوثقة ضمن وثائق وزارة الإعلام السعودية.
عام 1402 هـ (2002 م)، حظي مطلق دخيل بتكريم جامعة الدول العربية في مهرجان الرُّواد العرب بالقاهرة، حيث نال كُلا من درع وميدالية الرّواد العرب في الفن الشعبي. وفي سنة 1404 هـ (2004 م)، حظي أيضا بتكريم من جمعية الثقافة والفنون بالأحساء ونال درعا وشهادة.
في عام 1405 هـ (2005 م)، سجل مطلق دخيل رُفقة الفنان عبد الله بوخوة 6 أُغنيات لصالح إذاعة صوت الخليج للفن الشعبي في مدينة الدوحة في قطر. وفي عام 1409 هـ، شارك في المهرجان الوطني للتراث والثقافة المعروف باسم مهرجان الجنادرية.
في يناير 2020، فاز مطلق دخيل في مُسابقة الفلكلور الشعبي في مسار الموسيقى الشعبية إلى جانب تسعة فائزين آخرين، وقد تركزت المُسابقة في هذا المسار على تقديم مُشاركات تحوي توثيقاً لألوان غنائية أو لحنية فلكلورية باستخدام آلات موسيقية شعبية. هاته المُسابقة كانت من تنظيم وزارة الثقافة السعودية، وتهدف من خلالها إلى توثيق التراث غير المادي للمملكة العربية السعودية.